# Чмелів яр
Чмелів яр — місцевість, колишній яр у районі Татарки та Глибочиці, має вигляд улоговини, що проходить від Глибочицької до вулиці Стара Поляна.
Назва відома з 2-ї половини XIX століття і походить від великої кількості джмелів, що колись водилися в улоговині. 
У останній третині XIX ст. яр було частково засипано, а його дном прокладено однойменну вулицю (існувала у 1883-1984 роках). Тепер замість старої вулиці прокладено кінцеву ділянку вулиці Лук'янівської.